# Lepuix
Lepuix é uma comuna francesa na região administrativa de Borgonha-Franco-Condado, no departamento do Território de Belfort. Estende-se por uma área de 29,69 km². Em 2010 a comuna tinha 1 178 habitantes (densidade: 39,7 hab./km²).